# Municipio de Ravinia
El municipio de Ravinia (en inglés: Ravinia Township) es un municipio ubicado en el condado de Brown en el estado estadounidense de Dakota del Sur. En el año 2010 tenía una población de 373 habitantes y una densidad poblacional de 3,99 personas por km².

## Geografía
El municipio de Ravinia se encuentra ubicado en las coordenadas 45°32′33″N 98°40′13″O / 45.54250, -98.67028. Según la Oficina del Censo de los Estados Unidos, el municipio tiene una superficie total de 93.49 km², de la cual 90,8 km² corresponden a tierra firme y (2,88 %) 2,7 km² es agua.

## Demografía
Según el censo de 2010, había 373 personas residiendo en el municipio de Ravinia. La densidad de población era de 3,99 hab./km². De los 373 habitantes, el municipio de Ravinia estaba compuesto por el 94,37 % blancos, el 4,83 % eran amerindios y el 0,8 % eran de una mezcla de razas. Del total de la población el 0 % eran hispanos o latinos de cualquier raza.